# Jektevika
Jektevika est une localité du comté de Troms, en Norvège.

## Géographie
Administrativement, Jektevika fait partie de la kommune d'Ibestad.